# مكتبة كوكرين
مكتبة كوكرين (سميت على ارشي كوكرين) هي مجموعة من قواعد البيانات في الطب وتخصصات الرعاية الصحية تقدمها كوكرين وغيرها من المنظمات. في جوهرها هي مجموعة من مراجعات كوكرين، وهي قاعدة بيانات تشمل المراجع المنهجية والتحليلات التلوية التي تلخص وتفسر نتائج البحوث الطبية. مكتبة كوكرين هي أحد الموارد الرئيسية في الطب المسند بالدليل وتهدف لتوفير وإتاحة نتائج  التجارب السريرية المحكمة بسهولة.

## الوصولية والاستخدام
مكتبة كوكرين هي قاعدة بيانات مبنية على الاشتراكات. كانت منشورة سابقاً عن طريق برنامج للتحديث والآن نشرت عن طريق شركة جون وايلي وأولادة (John Wiley & Sons Ltd) التابعة لمكتبة وايلي على الإنترنت. تم توفير مكتبة كوكرين مجاناً لجميع السكان عن طريق جهات وطنية (عادةً الحكومة أو وزارة الصحة) في العديد من الدول بما في ذلك أجزاء من كندا، المملكة المتحدة، ايرلندا، الدول الاسكندنافية، نيوزيلندا، أستراليا، الهند، جنوب أفريقيا، بولندا. كذلك من المتوقع توفرها مجانا في أمريكا اللاتينية كذلك في «البلدان المنخفضة الدخل» وذلك عادة من خلال هايناري HINARI. بالإضافة إلى ذلك جميع الدول توفر ملخص من صفحتين لجميع مراجعات كوكرين وملخصات قصيرة بلغة عامة لمقالات مختارة مجانا.
بالتحديد مراجعات كوكرين نسبيا أقل استخداماُ في الولايات المتحدة، ربما يرجع السبب لأن الوصول لها من العامة محدود (يستثنى من ذلك ولاية وايومنغ وذلك لانه تم دفع الترخيص لتمكين حرية الوصول إلى هذه المراجعات لجميع سكان وايومنغ).

## المحتويات
مكتبة كوكرين تتكون من قواعد البيانات التالية:
- قاعدة بيانات كوكرين للمراجعات المنهجية (مراجعات كوكرين). تحتوي على جميع المراجعات المنهجية المراجعة بالأقران والبروتوكولات التي أعدتها مجموعات مراجعة كوكرين.
- قاعدة بيانات لملخصات مراجعات التأثيرات (DARE). يحتوي على موجز المراجعات المنهجية مقيمة الجودة، بما في ذلك ملخص مراجعة والتقييم النقدي  لجودتة الشاملة.
- سجل كوكرين المركزي للتجارب المحكمة (CENTRAL). هو قاعدة بيانات تحتوي على تفاصيل مقالات التجارب المحكمة وغيرها من الدراسات العلاجية في الرعاية الصحية من قواعد بيانات ببليوغرافية «قائمة مراجع» (غالباً مدلاين وإمباز "EMBASE") وغيرها من المصادر المنشورة وغير المنشورة التي يصعب الوصول إليها.[3]
- سجل كوكرين لطرق البحث المنهجية (سجل الطرق البحثية المنهجية). هو قائمة مراجع تشمل المنشورات التي تشير إلى الأساليب المستخدمة في إجراء التجارب المحكمة.
- قاعدة بيانات لتقيم التقنيات الصحية (HTA). يجمع تفاصيل التقيمات المنجزة والجارية عن التكنولوجيا في مجال الصحة (دراسات عن الأثار الطبية والاجتماعية والأخلاقية والاقتصادية المترتبة على التدخلات العلاجية في مجالات الرعاية الصحية) من جميع أنحاء العالم.
- قاعدة البيانات للتقييم الاقتصادي (NHS EED).تقوم هذه القاعدة بتمييز التقيمات الاقتصادية بمنهجية من جميع أنحاء العالم وتقيم جودتها وتسلط الضوء على مواطن قوتها وضعفها.[4]

مراجعات كوكرين وسجل كوكرين المركزي للتجارب المحكمة ومراجعات الطرق البحثية المنهجية وسجل الطرق البحثية المنهجية أنتجت من قبل مؤسسة كوكرين. بينما يجمع ويحافض مركز المراجعات والنشر على كل من DAREو HTA و NHS EED.

## الصياغة
تستخدم مراجعات كوكرين الصيغ الخاصة دراسات الطرق البحثية المنهجية ذات الطول الكامل. يقوم باحثوا كوكرين بالبحث باستمرار بقواعد البيانات الطبية بما في ذلك مدلاين و ببمد وإمباز "EMBASE" وسجل كوكرين المركزي للتجارب المحكمة المحدث باستمرار والبحث البدوي حيث يقوم الباحثون بالبحث في المكتبات بأكملها من المجلات العلمية من جهة وفي قائمة المراجع للتحقق من الحصول على الدراسات ذات الصلة للإجابة على السؤال.
تقيم بشكل دقيق جودة كل دراسة باستخدام معايير محددة مسبقا والدلائل على ضعف الطريقة المنهجية أو إمكانية تأثرت الدراسة بنوع من التحيز مذكور في المراجعة.
بعد ذلك يطبق باحثون كوكرين التحليل الإحصائي لمقارنة البيانات من التجارب. وهذا يسهل استعراض الدراسات أو مراجعة منهجية يشكل يوضح فعالية تدخل طبي معين. والنتيجة غالبا ما تدل على عدم وجود أدلة كافية على علاج معين بطريقة ما ولذلك تتم التوصية بمزيد من الدراسات الطبية قبل أن يصف الأطباء والصيادلة تدخل معين.
تتوفر المراجعات المكتملة كتقرير كامل مع رسوم توضيحية بشكل مكثف أو ملخص بلغة عامة وذلك لتمكين كل قارئ من المراجعة.

## عامل التأثير والترتيب
حصلت قاعدة بيانات كوكرين للمراجعات المنهجية في أحدث منشور لمجلة  تقاريرالاستشهاد بالمجلات الأكاديمية على 2010 عامل مؤثر من 6,186 ولذلك حصلت على المرتبة العاشرة من بين 151 مجلة في فئة «الطب العام والداخلي».

## تعليقات أكاديمية
تسمح أداة التغذية المرجعية في مكتبة كوكرين للمستخدمين بتقديم تعليقات وتغذية مرجعية على مراجعات كوكرين والبروتوكولات في مكتبة كوكرين. تشر ردود الفعل هذه إذا قبلت في قائمة تمرير من التعليقات في ترتيب زمني عكسي، مع آخر ما قدم في الجزء العلوي من الصفحة. المؤسسة لديها إجراءات لحالة الخطأ الجسيم، وهو الذي لم يسبق ان حدث إلا مرة واحدة في تاريخها.

## وصلات خارجية
- مكتبة كوكرين على وايلي على الإنترنت
- موجز وملخصات المراجعات
- تطور مكتبة كوكرين, 1988-2003
- مركز الآراء ونشرها